# Clutching at Straws
Clutching at Straws – czwarty album zespołu Marillion. W roku 1999 została wydana wersja 2CD remaster. Podobnie jak poprzedni jest concept albumem. Opowiada o pisarzu Torchu, który powoli staje się alkoholikiem i rozlicza się ze swoim życiem. Ostatnim utworem na płycie jest Happy Ending. Trwa on 0 sekund, ponieważ historia Torcha nie ma dobrego zakończenia.
Większość muzyki z piosenek zawartych na CD2 została nagrana z innymi tekstami na płycie Seasons End, a także przez Fisha, który po nagraniu albumu odszedł z zespołu.

## Skład zespołu
- Fish – śpiew
- Steve Rothery – gitara
- Pete Trewavas – gitara basowa
- Mark Kelly – keyboard
- Ian Mosley – perkusja
- Tessa Niles – chórki

## Lista utworów
CD1
1. Hotel Hobbies 3:35
2. Warm Wet Circles 4:25
3. That Time of the Night (The Short Straw) 6:00
4. Going Under 2:47 (tylko na CD)
5. Just for the Record 3:09
6. White Russian 6:27
7. Incommunicado 5:16
8. Torch Song 4:05
9. Slainte Mhath 4:44
10. Sugar Mice 5:46
11. The Last Straw 5:58
12. Happy Ending (0:00)

CD2
1. Incommunicado (Alternative Version) 5:57
2. Tux On 5:13
3. Going Under (Extended Version) 2:48
4. Beaujolais Day 4:51
5. Story From a Thin Wall 6:47
6. Shadows on the Barley 2:07
7. Sunset Hill 4:21
8. Tic-Tac-Toe 2:59
9. Voice in the Crowd 3:29
10. Exile on Princes Street 5:29
11. White Russians (Demo) 6:15
12. Sugar Mice in the Rain (Demo) 5:54

## Single
- "Incommunicado"
- "Sugar Mice"
- "Warm Wet Circles"